# Cejpomyces globosisporus
Cejpomyces globosisporus é uma espécie de fungo pertencente à família Ceratobasidiaceae.